# High Water Recording Company
High Water Recording Company is een Amerikaans platenlabel, dat platen van blues-, jazz- en gospelmusici uit Memphis en omgeving uitbrengt. Het label werd in 1979 door muziekwetenschapper David Evans en de Memphis State University opgericht en tot op de dag van vandaag geleid. De opnames worden geproduceerd door Evans. Sinds 1997 zijn bijna alle uitgekomen platen door het label HighTone Records op cd heruitgebracht. In 2008 werd HighTone overgenomen door Shout! Factory.
Musici die op High Water uitkwamen zijn onder meer Jessie Mae Hemphill, Robert Lee Burnside, Hammie Nixon, Junior Kimbrough en Chicago Bob.